# Kootenai (Idaho)
Pour les articles homonymes, voir Kootenay (homonymie).
Kootenai est une ville américaine située dans le comté de Bonner en Idaho.

## Démographie
| 1920 | 1930 | 1940 | 1950 | 1960 | 1970 |
| ---- | ---- | ---- | ---- | ---- | ---- |
| 245  | 199  | 214  | 199  | 180  | 168  |

| 1980 | 1990 | 2000 | 2010 | - | - |
| ---- | ---- | ---- | ---- | - | - |
| 280  | 327  | 441  | 678  | - | - |

Selon le recensement de 2010, Kootenai compte 678 habitants. La municipalité s'étend sur 0,55 mille carré (1,42 km2).